# Z-Press
Z-Press is een uitgeverij van tijdschriften, sponsored magazines, club- en bedrijfsbladen en periodieke stripuitgaven. De uitgeverij bestaat sinds 1991 en is gevestigd in Dordrecht.
Z-Press geeft onder meer ELF Voetbal, VI Junior, MEIDEN Magazine, GOAL! en KR@SH uit.
Z-Press nam in april 2007 de rechten op het uitgeven van vertaalde Marvel Comics over van Juniorpress. Sindsdien is de uitgeverij begonnen met het (opnieuw) op de Nederlandse markt brengen van uitgaves als Spider-Man, X-Men, Wolverine en Ultimate Fantastic Four. Teruglopende verkoopcijfers door de economische crisis leidden ertoe dat in 2009 alweer de laatste nummers van deze strips verschenen.